# Relaciones Argentina-Italia
Las relaciones Argentina-Italia se refiere a las relaciones bilaterales entre la República Argentina y la República Italiana. Ambas naciones disfrutan de relaciones amistosas, cuya importancia se centra en la historia de la inmigración italiana a la Argentina. Los argentinos de ascendencia italiana total o parcial son aproximadamente 30 millones de la población argentina, o el 60% de la población total del país. Ambas naciones son miembros de la G-20 y de las Naciones Unidas.

## Historia
En 1816, Argentina declaró su independencia de España. Al mismo tiempo, Italia estaba formada por estados italianos independientes. En mayo de 1836, el Reino de Cerdeña reconoció y estableció relaciones diplomáticas con Argentina, el primer estado italiano en hacerlo. En 1842, el general italiano (y futuro unificador de Italia) Giuseppe Garibaldi, luchó por los rebeldes uruguayos durante la Guerra Grande contra la Confederación Argentina y el Partido nacionalista uruguayo.
En 1850, el Rey de Cerdeña (y futuro rey de una Italia unificada), Víctor Manuel II de Italia, nombró a un embajador a la Argentina. En 1855, Argentina e Italia firmaron un Tratado de Amistad, Comercio y Navegación. En 1924, Italia elevó su legación diplomática en Buenos Aires a una embajada. Ese mismo año, el Príncipe italiano de Piamonte (futuro Rey Humberto II) visitó Argentina. La razón de la visita del Príncipe a la Argentina (y otras naciones sudamericanas) fue parte de un plan político de fascismo para vincular a los italianos que viven fuera de Italia con la madre patria.
Durante la Segunda Guerra Mundial, Argentina permaneció neutral durante la mayor parte de la guerra. En 1944, debido a la presión internacional, Argentina rompió relaciones diplomáticas con el Eje y el 9 de febrero de 1945 declaró oficialmente la guerra a Alemania y Japón ya que para ese entonces, Italia ya se había rendido a los aliados en septiembre de 1943. Poco después, Argentina donó trigo a una Italia devastada por la guerra. En junio de 1947, Eva Perón realizó una visita oficial a Italia durante su Gira de Arcoíris de Europa.
Durante el terrorismo de Estado en Argentina en las décadas de 1970 y 1980 de 1974-1983, ocho ciudadanos italianos desaparecieron en Argentina. En mayo de 2007, Italia sentenció en ausencia a cadena perpetua a cinco ex-oficiales de la marina argentina por el asesinato de tres de los ocho italianos que desaparecieron durante la guerra. En 1982, durante la Guerra de las Malvinas entre Argentina y el Reino Unido, Italia apoyó diplomáticamente al Reino Unido durante la guerra, y poyó las sanciones económicas de la CEE sin embargo se mantuvo neutral en los combates.

## Visitas de alto nivel

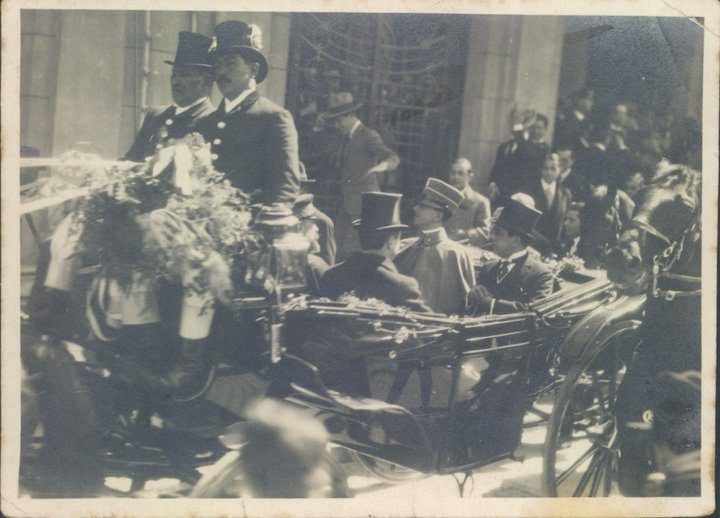
Príncipe Humberto en Argentina; 1924.

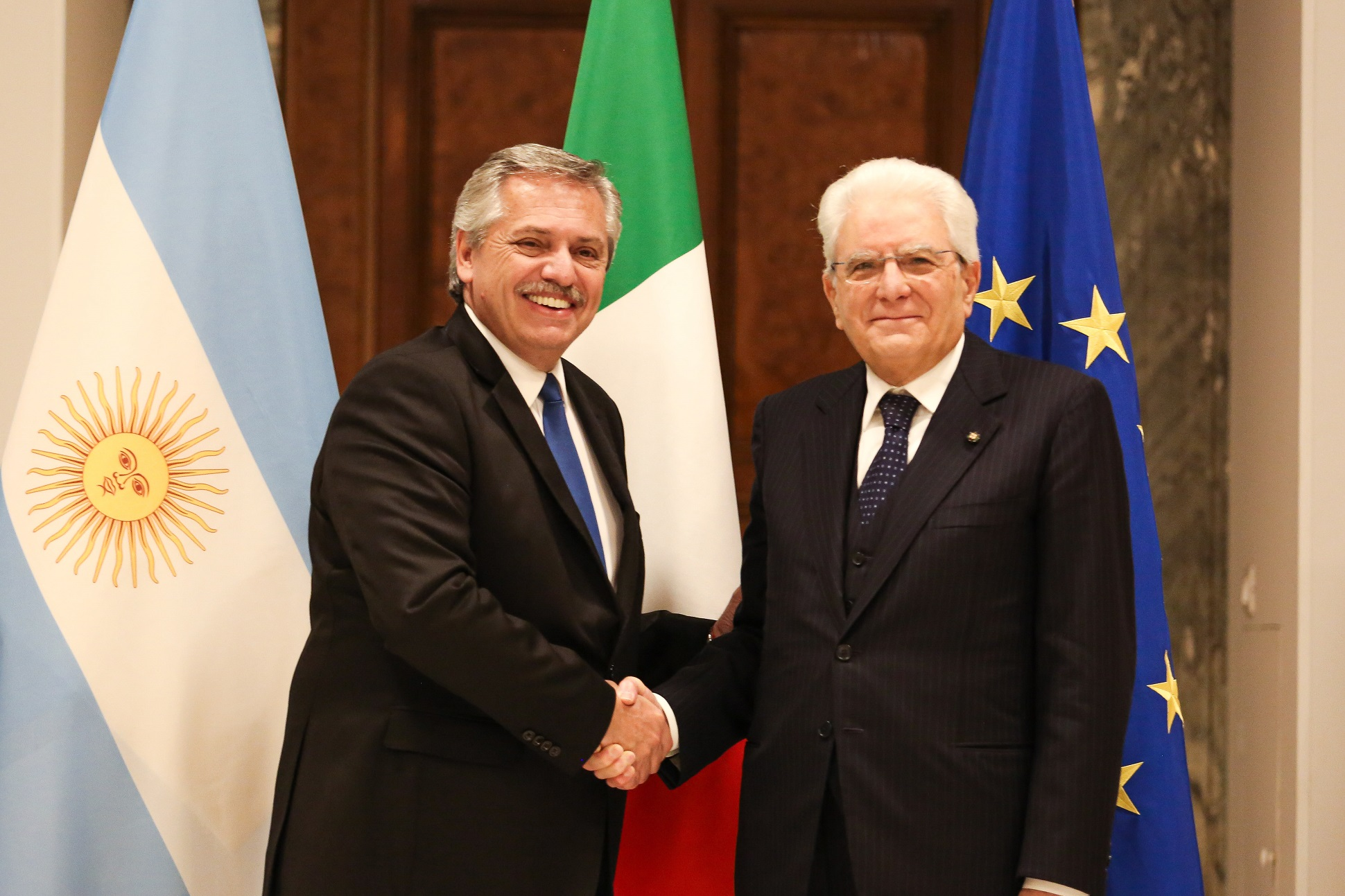
El Presidente argentino Alberto Fernandez con el presidente italiano Sergio Mattarella; 2020.

Visitas de alto nivel de Argentina a Italia
- Canciller Juan Atilio Bramuglia 1948
- Presidente Arturo Frondizi (1960)
- Presidente Arturo Umberto Illia (1965)
- Presidenta Isabel Martínez de Perón (1974)
- Presidente Raúl Alfonsín (1987)
- Presidente Carlos Menem (1997)
- Presidente Fernando de la Rúa (2001)
- Presidenta Cristina Fernández de Kirchner (2009, 2011, 2013, 2014, 2015)
- Presidente Mauricio Macri (2016)
- Presidente Alberto Fernández (2020)
- Presidente Javier Milei (2024)

Visitas de alto nivel de Italia a la Argentina
- Príncipe Humberto I de Italia (1924)
- Presidente Giovanni Gronchi (1961)
- Presidente Giuseppe Saragat (1965)
- Primer ministro Bettino Craxi (1983)
- Presidente Sandro Pertini (1985)
- Presidente Oscar Luigi Scalfaro (1995)
- Presidente Carlo Azeglio Ciampi (2001)
- Primer ministro Romano Prodi (2007)
- Primer ministro Matteo Renzi (2016)
- Presidente Sergio Mattarella (2017)
- Primer ministro Giuseppe Conte (2018)
- Primera ministra Giorgia Meloni (2024)

## Migración

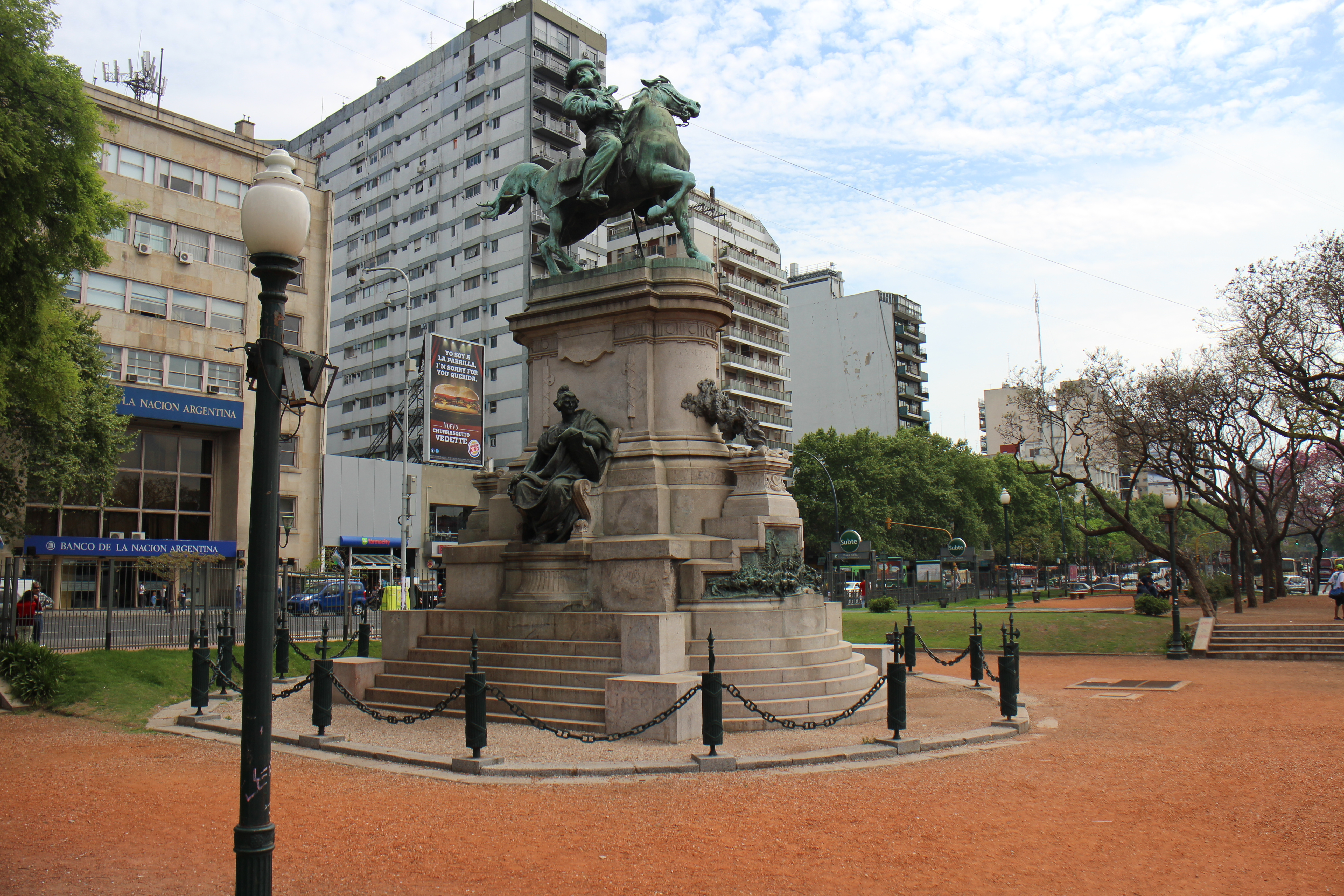
Estatua de Giuseppe Garibaldi en Plaza Italia, Buenos Aires

Entre 1870–1960, más de 2 millones de ciudadanos italianos emigraron a la Argentina. La mayoría de los italianos abandonaron Italia debido a la pobreza y las guerras. En 2011, más de 30 millones de ciudadanos argentinos (aproximadamente el 62% de la población) afirman tener ascendencia italiana. La cultura italiana ha penetrado en la sociedad argentina en comida e idioma, ya que el español argentino está fuertemente influenciado por el italiano. Varios políticos argentinos, figuras del deporte tales como Lionel Messi, actores, modelos y autores literarios, entre otros (incluido el actual Papa católico), son de ascendencia italiana. Argentina alberga la segunda comunidad de diáspora italiana más grande del mundo  . En 1973, Argentina e Italia firmaron un Acuerdo sobre la doble ciudadanía.
La comunidad argentina en Italia asciende a más de 11,200 personas; sin embargo, muchos ciudadanos argentinos tienen la doble ciudadanía con Italia y, por lo tanto, la comunidad argentina en Italia puede ser mayor.

## Educación
Las escuelas internacionales italianas en Argentina incluyen:
- Scuola Italiana Cristoforo Colombo (Buenos Aires)
- Istituto Scolastico "Scuola Edmondo De Amicis" (Buenos Aires)
- Escuela Dante Alighieri (Córdoba)
- Istituto di Cultura Italica (La Plata)
- Associazione Scuole Italiane "XXI Aprile" (Mendoza)
- Centro Culturale Italiano Scuole Alessandro Manzoni (Olivos and Villa Adelina)

## Transporte aéreo
Hay vuelos directos entre Argentina e Italia a través de las siguientes aerolíneas: Aerolíneas Argentinas y ITA Airways.

## Comercio
En 2017, el comercio total entre Argentina e Italia ascendió a $2.7 mil millones de dólares. Las principales exportaciones de Argentina a Italia incluyen: trigo, soja, crustáceos congelados, peras y carne de res. Las principales exportaciones de Italia a la Argentina incluyen: turbinas de vapor, rieles de acero, maquinaria y medicina. Los fabricantes de automóviles italianos como Ferrari, Fiat y Lamborghini tienen una presencia en Argentina, así como la moda italiana y productos alimenticios. La empresa siderúrgica argentina-italiana conjunta, Techint, tiene su sede en ambas naciones y opera en varios países a nivel mundial. En 2000, las naciones miembros de Mercosur (que incluye a Argentina) y la Unión Europea (que incluye a Italia) iniciaron negociaciones sobre un acuerdo de libre comercio.

## Misiones diplomáticas residentes
- Argentina tiene una embajada en Roma y un consulado-general en Milán.[16]
- Italia tiene una embajada en Buenos Aires y consulados-generales en Bahía Blanca, Córdoba, La Plata y Rosario y consulados en Mar del Plata y en Mendoza.[17]

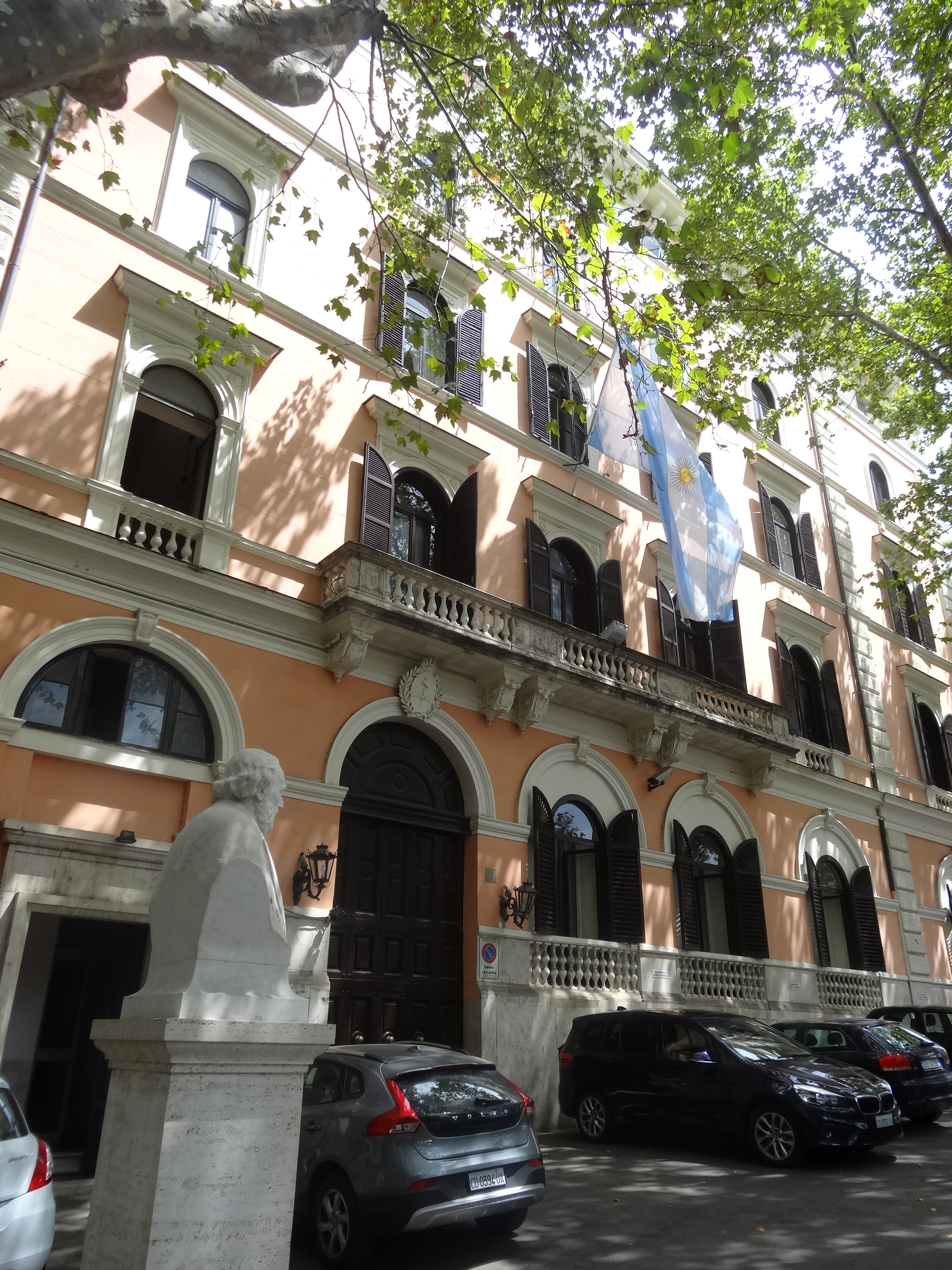
Embajada de Argentina en Roma

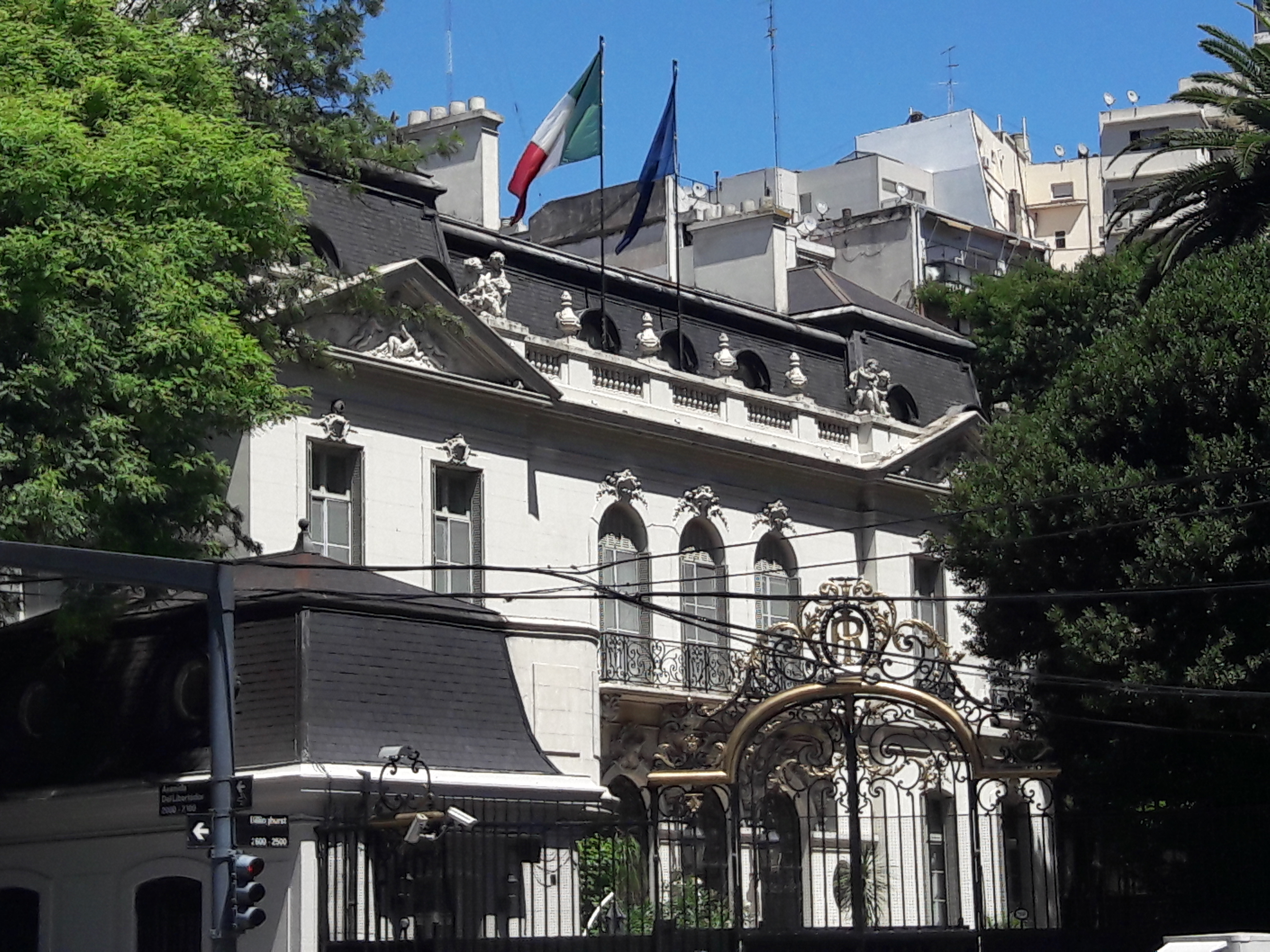
Embajada de Italia en Buenos Aires
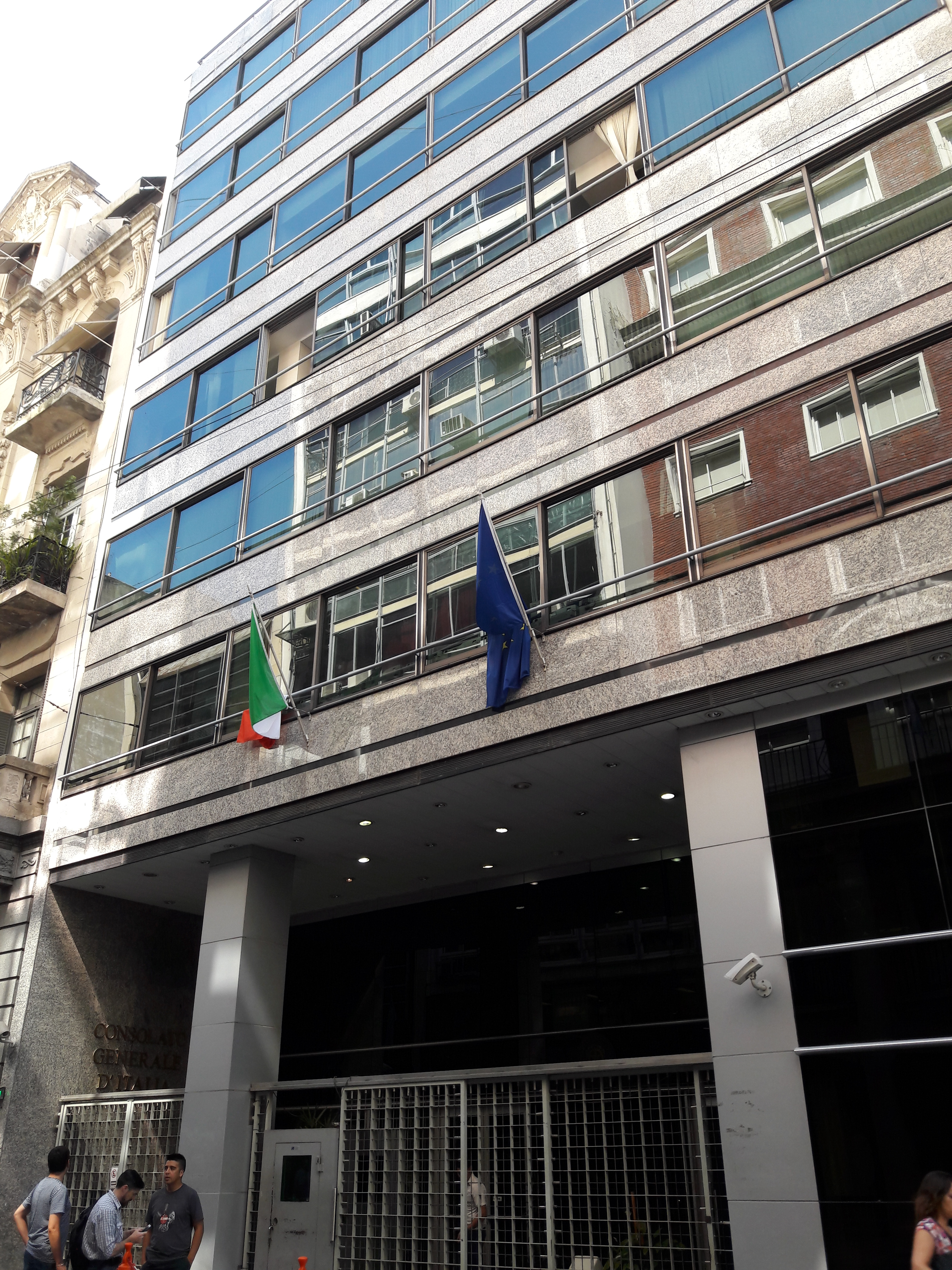
Consulado-General de Italia en Buenos Aires
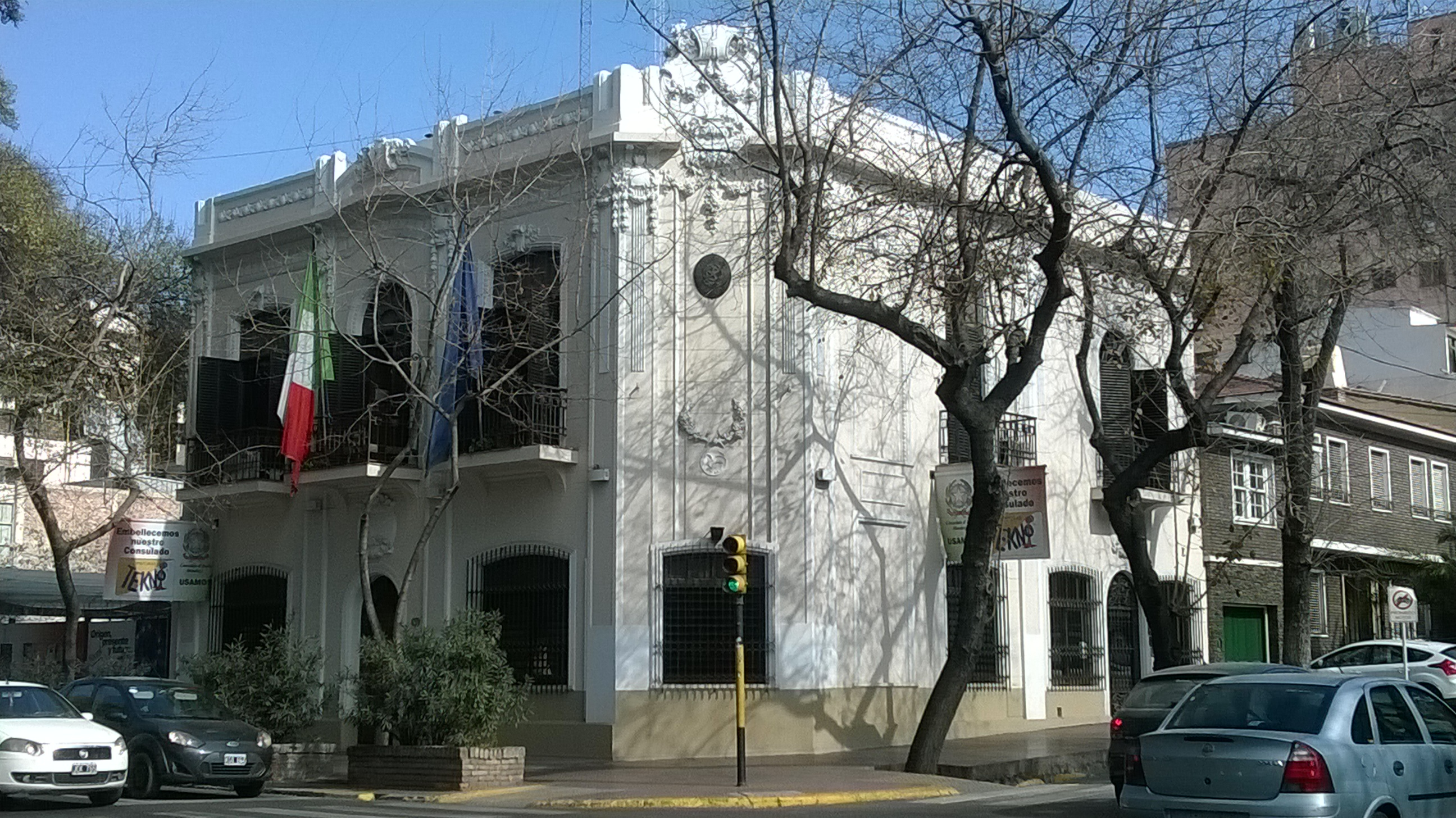
Consulado de Italia en Mendoza